# Liste der Baudenkmäler in Hohenfurch

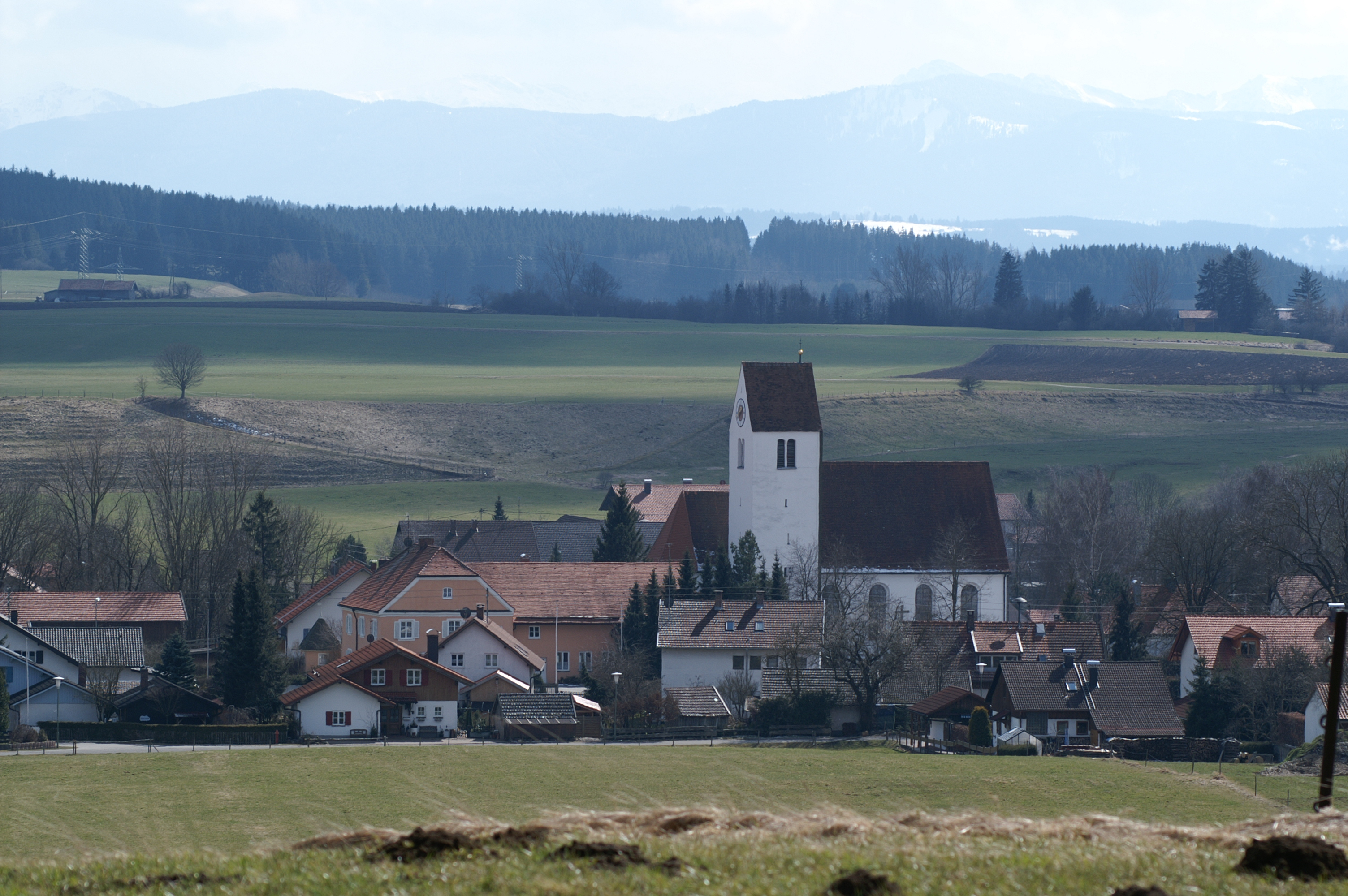
Blick auf Hohenfurch

Auf dieser Seite sind die Baudenkmäler in der oberbayerischen Gemeinde Hohenfurch zusammengestellt. Diese Tabelle ist eine Teilliste der Liste der Baudenkmäler in Bayern. Grundlage ist die Bayerische Denkmalliste, die auf Basis des Bayerischen Denkmalschutzgesetzes vom 1. Oktober 1973 erstmals erstellt wurde und seither durch das Bayerische Landesamt für Denkmalpflege geführt wird. Die folgenden Angaben ersetzen nicht die rechtsverbindliche Auskunft der Denkmalschutzbehörde.

## Baudenkmäler nach Ortsteilen

### Hohenfurch
| Lage                                                            | Objekt                                                                   | Beschreibung | Akten-Nr.             | Bild |
| --------------------------------------------------------------- | ------------------------------------------------------------------------ | --- | --------------------- | --- |
| Bachtal 11 (Standort)                                           | Ehemaliges Kleinbauernhaus, sogenannter Abraham                          | zweigeschossiger Einfirsthof mit flachem Satteldach und vorstehendem, verschaltem Giebel, Mittertennbau, im Kern 17./18. Jahrhundert. | D-1-90-129-3 Wikidata | Ehemaliges Kleinbauernhaus, sogenannter Abraham                                                                           |
| Hauptstraße (vor Haus Nr. 74 beim Bahnübergang) (Standort)      | Steinkreuz                                                               | Sühnekreuz aus Tuffstein, spätmittelalterlich. | D-1-90-129-9 Wikidata | [[Vorlage:Bilderwunsch/code!/C:47.846505,10.884206!/D:Hauptstraße (vor Haus Nr. 74 beim Bahnübergang), Steinkreuz!/\|BW]] |
| Holzgasse 6 (Standort)                                          | Ehemaliger Bauernhof, sogenannter Lexer                                  | breiter zweigeschossiger Einfirsthof mit Satteldach und Giebeltenne, 2. Drittel 19. Jahrhundert. | D-1-90-129-5 Wikidata | BW |
| Kirchberg 2, 4 (Standort)                                       | Katholische Pfarrkirche Mariä Himmelfahrt                                | Verputzter Saalbau mit eingezogenem Polygonalchor und nördlichem Chorflankenturm des 14. Jahrhunderts, im Kern spätgotisch, Mitte 18. Jahrhundert barockisiert; mit Ausstattung; südlicher Teil der Friedhofsmauer, mächtiger, einmal abgesetzter Mauerzug, 17./18. Jahrhundert, Leichenhalle, spätklassizistischer Walmdachbau mit breitem Portikus, letztes Viertel 19. Jahrhundert. | D-1-90-129-1 Wikidata | weitere Bilder |
| Lechstraße 1 (Standort)                                         | Ehemalige Taverne mit Brauerei, dann Gasthof, sogenannter Hehl bzw. Wirt | zweigeschossiger Massivbau mit steilem Satteldach und Putzgliederung, auf hohem Kellergeschoss, bezeichnet 1704. | D-1-90-129-6 Wikidata | Ehemalige Taverne mit Brauerei, dann Gasthof, sogenannter Hehl bzw. Wirt                                                  |
| Lechstraße 40 (Standort)                                        | Pfarrhaus                                                                | Zweigeschossiger Putzbau mit Halbwalmdach, im neubarocken Stil, 1823; Gartenpavillon, massiver Putzbau mit Zeltdach, gleichzeitig. | D-1-90-129-7 Wikidata | BW |
| Kapellenfeld (auf freiem Feld südostwärts des Ortes) (Standort) | Katholische Kapelle St. Ursula                                           | verputzter Saalbau mit leicht eingezogenem Polygonalchor, Vorzeichen und kleinem Westturm, Langhaus wohl romanisch, 13./14. Jahrhundert, spätgotischer Chor um 1520 angefügt; mit Ausstattung. | D-1-90-129-2 Wikidata | weitere Bilder |